# Grass Valley (Kalifornien)
Grass Valley ist eine Stadt im Nevada County im US-Bundesstaat Kalifornien mit 14.016 Einwohnern (Stand: 2020). Das Stadtgebiet hat eine Größe von 10,6 km².
Grass Valley war Firmensitz der Nevada County Narrow Gauge Railroad, die von 1876 bis 1942 betrieben wurde.

## Städtepartnerschaften
- Bodmin, UK
- Limana, Italien

## Söhne und Töchter der Stadt
- Josiah Royce (1855–1916), Philosoph
- J. Christopher Stevens (1960–2012), Diplomat
- Jeremy Sisto (* 1974), Schauspieler und Filmproduzent
- Erika Flores (* 1979), Schauspielerin